# Тімоті Шаттлворт
Тімоті Шаттлворт (англ. Timothy Shuttleworth, 24 квітня 1997) — британський плавець.
Учасник Олімпійських Ігор 2016 року.
Призер Чемпіонату світу з водних видів спорту 2017 року.